# 大黒富治
大黒 富治（おおぐろ とみじ、1893年11月15日 - 1965年12月18日）は、秋田県出身の歌人、農業研究家。旧姓丹波。 （昭和28年、仁別務沢、植物園にて撮影）

## 経歴
1893年（明治26年）11月15日、仙北郡大川西根村（現・大仙市）において丹波常吉とフミの間に六男三女の末っ子として生まれる。
秋田農業学校（現・秋田県立大曲農業高等学校）を卒業後、1909年（明治45年）に鹿角郡の曙尋常高等小学校の代用教員となり、1915年（大正4年）から仙北郡花館村（現・大仙市）の農商務省農事試験場陸羽支場にて農学博士の寺尾博の助手として作物育種事業に従事する。同僚の仁部富之助らとともに冷害に強い米の品種改良に取り組み、陸羽132号、秋田1号、秋田7号などの育種に尽力した。陸羽132号は後のコシヒカリやササニシキの基礎となり東北地方で飛躍的に栽培される。
この時期に友人の柿崎洋一の紹介によりアララギに入会、初めて短歌を作る。斎藤茂吉、島木赤彦に師事、越後策三や中村徳也と並び、中川化生、竹内兵太郎らと秋田県の歌壇において活躍した。平福百穂、結城哀草果、土屋文明、門間春雄らと親交があり多くの書簡を残している。戦後は天津から引き上げ、仙台の「群山」に入会、扇畑忠雄と交流する。

## 年譜
- 1901年（明治34年） - 仙北郡大川西根尋常小学校入学
- 1905年（明治38年） - 大曲尋常高等小学校高等一年に入学
- 1907年（明治40年） - 大曲尋常高等小学校高等科入学
- 1909年（明治42年） - 秋田農業学校本科入学
- 1912年（明治45年） - 鹿角郡曙尋常高等小学校代用教員となる
- 1915年（大正4年） - 農事試験場陸羽支場に就任、米の品種改良に尽力。同時期に短歌を始める。
- 1916年（大正5年）- この年にボストンに留学した寺尾博よりポストカードが3枚届いている。
  - 夏 - 大曲町の大川寺で行われた全県短歌会に出席。
  - 秋 - 山形市で開かれた東北6県および新潟県の勧業博覧会に審査助手として出席。この時に結城哀草果と初めて会い柿崎洋一らと作歌をする。
- 1917年（大正6年） - 島木赤彦が北海道旅行の帰途に大曲町に寄り、駅前の伊藤旅館にて高橋哲之助らと作歌の指導を受ける。
  - 3月20日 - 門間春雄と結城哀草果からの手紙が届いている。

- 5月24日 - 結城哀草果からのハガキ　

- 1918年（大正7年） - 和歌山県農事試験場技手に就任。麹町のアララギ発行所に島木赤彦が訪れ木曽馬吉（藤沢古実）の案内で亀戸普門院で開かれた伊藤左千夫の忌歌会に出席しアララギ同人、諸会員らと面会する。同年に届いたアララギ会員からの寄せ書き。

- 1919年（大正8年）
  - 1月 - 福島共立病院に入院中の門間春雄を見舞い。その後壱岐信吾の案内で青山脳病院に斎藤茂吉を訪問、短冊を頂く。
  - 5月 - 由利貞三の紀和旅行を迎え高野山、吉野山に遊ぶ。
  - 7月21日 - 島木赤彦からの葉書の内容

赤彦や茂吉たちの歌の師である伊藤左千夫の七回忌がこの年の7月30日に営まれたこと、また左千夫の墓がこの七回忌に募金によって建立されたことによつて大正8年の夏（裸）であることがわかる。
一段だけとりおき候　というのは、大黒の歌をアララギの1ページの上一段や下一段などに掲載するということ。歌がよいので優遇措置である。
- 1920年（大正9年）
  - 3月 - 大館町長木川南の大黒徳蔵の長女タミと結婚、大黒姓となる。
  - 11月 - 大館町から妻を呼び秋田市楢山築地下本町に住む。
- 1921年（大正10年） - 長男創造が大館町長木川で生まれる。
- 1922年（大正11年）2月 - 秋田県立農業試験場（八橋）技手に就任。
- 1925年（大正14年）10月30日 - 恩師、島木赤彦が角館中学校校歌作詞のため平福百水の案内で田沢湖、角館付近を視察に同行。夜は石川旅館にて同宿し、翌朝に大威徳山に従い登る。
- 1926年（大正15年）
  - 3月27日 - 恩師の島木赤彦が下諏訪町柿蔭山房にて逝去。
  - 10月27日 - 長兄丹波勘七郎死去。
  - 12月26日 - 長女が秋田市築地本町で生まれる。
- 1929年1月19日の富治の日記より・西ヶ原試験場での講習征書授与式に出席。寺尾博と会う。寺尾先生はいつも若く、信念に生きる者の常であるベルグソンの「寅は常に未完成であり一つの新しい発見によって成長進化するが、恐らく未来永劫見完成であろう」という言葉を引用して創造的進化の必要を二十分ほど熱く説いた。
- 1933年（昭和8年）
  - 1月16日 - 実母丹波フミ死去。
  - 10月24日 - 恩師平福百穂が横手町の実兄の家で突如発病、重態に陥る。東京から來横の斎藤茂吉と不安の一夜をともに過ごす。
  - 10月30日 - 福百穂が横手町で逝去。
  - 11月29日 - 兄伊藤留治死去。
- 1935年（昭和10年）
  - 3月29日 - 藤木村の姉藤田スエ死去。
  - 4月27日 - 地方農林技師に昇任。
- 1941年（昭和16年）10月25日 - 由利郡農会長佐々木孝一郎より稲作改良に貢献の故をもって感謝状と記念品を贈られる。
- 1942年（昭和17年）
  - 1月17日 - 華北産業科学研究所嘱託研究員として華北農事試験場軍糧城支場勤務、稲作研究に従事する。
  - 2月 - 天津日本図書館副館長白井史郎、天津税関長原らと天津歌会に入会。
  - 10月 - 北京華北支部参事八木沼丈夫の主宰する「短歌中原」に入会。
- 1944年（昭和19年）7月 - 中国大陸旅行中の土屋文明を迎え天津から北京まで臼井史郎と随行する。土屋大陸旅行からの帰途天津に滞在中、塩田視察に同行する。
- 1946年（昭和21年）
  - 3月26日 - 天津を引き上げ。31日仙崎港上陸後、博多を経て秋田市帰国。仙台市短歌結社「群山」に入会。扇畑忠雄を知る。
  - 7月5日 - 帰国した土屋文明よりの手紙。
- 1947年（昭和22年）6月 - 秋田魁新報社主催の全県短歌会講師として大石田町に疎開中の斎藤茂吉を迎え結城哀草果、板垣家子夫妻らと翌日に八郎潟、翌々日に田沢湖にて遊ぶ。来秋予定の斎藤茂吉から6月4日付けの手紙と大正2年度の医療日記が届いている。

- 1948年（昭和23年）3月 - 農林省秋田作物報告事務所勤務。
- 1951年（昭和26年）7月1日 - 秋田市役所農林課長に就任。
- 1953年（昭和28年）2月25日 - 恩師斎藤茂吉、東京都新宿大京町の自宅で逝去。
- 1955年（昭和30年）5月 - 秋田アララギ会員の歌誌「秋田アララギ」発行。
- 1956年（昭和32年）
  - 4月19日 - 大曲市内小友仙北屋の姉大槻ノブ死去。
  - 8月 - 秋田市農産課長を辞し、秋田市企画審議委員会嘱託となる。
  - 11月3日 - 秋田市から文化功労者として文化章を受ける。八時五十分、市長室に入る。他受賞者の栗林、生駒、小泉の順に入室。来賓は武塙三山市長、小畑勇二郎知事ほか。
  - 11月9日 文化賞受賞祝賀会出席。石田玲水挨拶、松本源太良の司会。山形信太郎、佐藤はじめほか出席。
- 1960年（昭和35年）4月 - 秋田県嘱託として「花いっぱい運動」の仕事に携わる。齋藤宇一郎記念会の依嘱により齋藤宇一郎を讃える歌の歌詞を作る。

## 代表歌
- 人は皆寝ねたる夜半にたらちねの母とコロ柿を食べにけるかも（1915年）
- 吾が暗き心にゆふべ白藤の花のゆるるを寂しと思う（1915年）
- 務めより帰り冷たく着替えして一人飯食めば寂しきものを（1916年）
- 夕川に馬をひき入れ太腹に吸い付く虻を二匹殺せり
- 千鳥鳴く雄物川瀬に月読の光くだけて夜ぞ更けにける（1917年）
- 苗代の苗取り後の濁り水蛙うかびて動かざりけり（1917年）
- 秋雨のひねもす降れば短日はいよいよ早く暮れにけるかも
- 今朝もかも吹雪し烈し吾がとほる杉の並木の片肌白し
- 電燈のつばらつばらに灯る街はたてに山は澄み迫り見ゆ
- 虫の声夜毎にしげく草村のわれの庵を訪ふ人もなし
- みちのくの羽後国原に鳴く鳥は皆冬鳥となりにけるかも
- 菜を売りに出でにし母の町土産まちこがれ泣く孫あまたあり
- 和歌の浦冬の月夜にわが来れば歩む人なく松風の音
- 高野槙枝組みあへる谷底にこもりてとよむ谷川の音
- 遠く来て独り寂しもをりふしは親の写真をとりいだし見つ
- この寺に萩さはにあり朝露のいまだこぼれぬしづけさに居り
- これの世に生まれて貧し赤き帯しめてはたらく兄の娘あはれ
- 新聞に日々にいでくる戦死者に我が甥の名の無きを願はむ
- 年の暮に木炭二俵もらひしを吹雪のかかる軒端にかこふ
- 四五人の女ならびて麦畑の草けづり行く湖に向かひて（1941年）
- 冬の日はつれなく落ちて北支那の起伏のなき黄土暮れゆく
- この国の黄砂はさびしかづき寝る夜具の上にも赤くたまれる
- なめくぢのごとしといひて八郎潟の岸歩ましし一日思ほゆ（斎藤茂吉追悼歌）
- 登校の女学生の顔見飽かずと歩道に立ちて喜ばれにき（斎藤茂吉追悼歌）
- 山河の寄りてすがしきこの町に平福百穂うまれ青柳有美うまる（1955年）
- 風たちて靡く黄葉の裏白く太き蓮華の花抜き見ゆ（1958年）
- この国に産まれこの国のものを食いそだち老ゆ日本を愛す